# SIGPIPE
SIGPIPE — сигнал на POSIX-сумісних платформах, який посилається процесу для інформування про те, що дані, які він відправляє в канал, не будуть прочитані через відсутність процесу-читача або невідкриття ним каналу зв'язку. Символьна змінна SIGPIPE оголошена у заголовному файлі signal.h. Символьні імена для сигналів використовуються через те, що їхні номери залежать від конкретної платформи.

## Етимологія
SIG є загальноприйнятий префіксом для назв сигналів. PIPE англ. pipe — означає труба, з'єднання.

## Використання
SIGPIPE також використовується при роботі з сокетами.